# Tournoi britannique de rugby à XV 1938
Navigation
Tournoi 1937 Tournoi 1939
Le Tournoi britannique de rugby à XV 1938, joué du 15 janvier au 19 mars 1938, est remporté par l'Écosse qui obtient sa huitième Triple couronne.

## Classement
- LÉGENDE

J matches joués, V victoires, N matches nuls, D défaites
PP points pour, PC points contre, diff. différence de points PP-PC
Pts points de classement
0(barème : victoire 2 points, match nul 1 point, rien pour une défaite)
T Tenante du titre 1937.
| Rang | Nations        | J | V | N | D | PP | PC | diff. | Pts |
| ---- | -------------- | - | - | - | - | -- | -- | ----- | --- |
| 1    | Écosse         | 3 | 3 | 0 | 0 | 52 | 36 | +16   | 6   |
| 2    | Pays de Galles | 3 | 2 | 0 | 1 | 31 | 21 | +10   | 4   |
| 3    | Angleterre (T) | 3 | 1 | 0 | 2 | 60 | 49 | +11   | 2   |
| 4    | Irlande        | 3 | 0 | 0 | 3 | 33 | 70 | -37   | 0   |

- Meilleure attaque pour l'Angleterre pourtant troisième
- Meilleure défense à l'Ecosse, deuxième.
- Meilleur différence de points pour le pays de Galles,  le vainqueur.

## Résultats
| 15 janvier 1938, Cardiff   | Pays de Galles | 14 - 8  | Angleterre     |
| 5 février 1938, Édimbourg  | Écosse         | 08 - 6  | Pays de Galles |
| 12 février 1938, Dublin    | Irlande        | 14 - 36 | Angleterre     |
| 26 février 1938, Édimbourg | Écosse         | 23 - 14 | Irlande        |
| 12 mars 1938, Swansea      | Pays de Galles | 11 - 5  | Irlande        |
| 19 mars 1938, Londres      | Angleterre     | 16 - 21 | Écosse         |